# رابرت مارک کامن
رابرت مارک کامن (انگلیسی: Robert Mark Kamen؛ زادهٔ ۱۹۴۷) یک فیلم‌نامه‌نویس آمریکایی است که بیشتر به‌عنوان خالق مجموعه فیلم‌های «بچه کاراته‌کار» و همچنین برای همکاری‌های بعدی‌اش با فیلم‌ساز فرانسوی لوک بسون که شامل فیلم‌نامه «عنصر پنجم» شناخته می‌شود.
کامن در سال ۱۹۴۷ متولد شد. او در برانکس در شهر نیویورک بزرگ شد. او در سال ۱۹۶۹ از دانشگاه نیویورک فارغ التحصیل شد. او دکترای خود را دریافت کرد. در مطالعات آمریکایی از دانشگاه پنسیلوانیا.

## فیلم شناسی
- شیپور خاموشی (۱۹۸۱) (نویسنده)
- بچه کاراته‌کار (۱۹۸۴) (نویسنده)
- بچه کاراته‌کار، قسمت دوم (۱۹۸۶)
- بچه کاراته‌کار، قسمت سوم (۱۹۸۹)
- گلادیاتور (۱۹۹۲) (نویسنده)
- قدرت فرد (۱۹۹۲) (نویسنده)
- راه رفتن روی ابرها (۱۹۹۵) (نویسنده)
- عنصر پنجم (۱۹۹۷) (نویسنده)
- بوسه اژدها (۲۰۰۱) (نویسنده)
- ترانسپورتر (۲۰۰۲) (نویسنده)
- ترانسپورتر ۲ (۲۰۰۵) (نویسنده)
- باندیداس (۲۰۰۶) (نویسنده)
- ترانسپورتر ۳ (۲۰۰۸) (نویسنده)
- ربوده‌شده (۲۰۰۸) (نویسنده)
- بچه کاراته‌کار (۲۰۱۰) (نویسنده داستان)
- کلمبیانا (۲۰۱۱) (نویسنده)
- ربوده‌شده ۲ (۲۰۱۲) (نویسنده)
- ربوده‌شده ۳ (۲۰۱۵) (نویسنده)
- جنگ‌جویان دروازه (۲۰۱۶) (نویسنده)
- انجل سقوط کرده‌است (۲۰۱۹) (نویسنده)